# La Mer et les Prisons
 (août 2014).
- Si vous ne connaissez pas le sujet, laissez ce bandeau (vous pouvez alors contacter les auteurs).
- Si vous supprimez le contenu mis en cause (vous pouvez préalablement contacter les auteurs),

argumentez précisément cette suppression dans la page de discussion
(un manque de référence n'est pas un argument ; une recherche réelle de référence doit avoir été effectuée, être formellement documentée).
 (septembre 2018).
Si vous disposez d'ouvrages ou d'articles de référence ou si vous connaissez des sites web de qualité traitant du thème abordé ici, merci de compléter l'article en donnant les références utiles à sa vérifiabilité et en les liant à la section « Notes et références ».
La Mer et les Prisons est un essai paru en 1956 de l'écrivain et homme politique Roger Quilliot sur l'œuvre de l'écrivain Albert Camus, prix Nobel de littérature en 1957.

## Présentation générale
« Je comprends ici, écrit Albert Camus, ce qu'on appelle gloire : le droit d'aimer sans mesure. » (Noces)
L'objet de cet essai de Roger Quilliot est d'analyser tout à la fois la création littéraire, la réflexion de l'essayiste et l'action du journaliste. À partir de cet objectif, il traite des thèmes favoris de Camus : la beauté et la mort, la solitude et la fraternité, la splendeur du monde et la souffrance des hommes. Son attachement passionné à la justice comme à la liberté dans un temps de violence et de barbarie, vient sans doute de la dure expérience que fut sa jeunesse que, malgré la maladie, son amour de vivre,.
L'ouvrage est complété par une chronologie des œuvres de Camus et d'une courte biographie. Roger Quilliot, un des meilleurs connaisseurs de l'œuvre de Camus, établit une relation où l'œuvre éclaire l'homme et ses prises de position et inversement, un écrivain qui se voulait engagé et en prise avec son époque.

## Esthétique chez Camus
« Sur la vie elle-même, je n'en sais pas plus que ce qui est dit de façon informe dans L'Envers et l'Endroit. »
Voilà qui explique pourquoi Camus nourrissait pour cet essai de jeunesse une affection particulière. L'Envers et l'Endroit, si le style en est parfois maladroit est l'œuvre où Camus s'est le plus livré. Son allant, ses activités cachent souvent un malaise, la maladie aidant, dont il dit « qu'il n'y a pas d'amour de vivre sans désespoir de vivre. » Cet essai peint l'univers du quartier pauvre de Belcourt dans toute sa dure réalité quotidienne, sans effets, sans étalage, sans pitié non plus, avec un œil extérieur, la compassion étant plutôt l'affaire des riches. Camus ne voit dans la religion qu'un recours contre les angoisses dans un climat de pauvreté spirituelle. « On est chrétien par impuissance ou impatience » écrit-il, ce qui le détournera de la religion car pour lui « à cette heure, tout mon royaume est de ce monde. » On sent dans la distanciation des personnages la présence, l'influence de sa mère, muette et lointaine, « cette manière d'absence, d'épaisse transparence, qui fait toute l'étrangeté de Meursault », nous la trouvons déjà dans cette mère curieusement silencieuse.
L'esthétique de Camus provient de ce regard qu'il porte, de sa projection sur la vie, comme il le dit lui-même « de deux ou trois images simples et grandes, sur lesquelles le cœur pour la première fois s'est ouvert. » Elle prend sa source dans cette confidence qu'il nous fait, toujours dans cette préface qu'il a longuement mûrie : « Il y a plus de vrai amour dans ces pages maladroites que dans tout ce que j'ai écrit par la suite. » Son regard sur le monde reste celui d'un enfant d'un quartier pauvre d'Alger qu'il traduit par ces mots : « Je tiens au monde par tous mes gestes, aux hommes par toute ma pitié et ma reconnaissance. »
« Entre oui et non ce pourrait être aussi le principe fondamental de son esthétique » écrit Roger Quilliot. Elle est basée sur une vie de solidarité, une vie difficile où l'art est absent. Son esthétisme est donc loin des raffinements d'un Oscar Wilde ou d'un Barrès sur qui il a déjà écrit,. « Sa lucidité... ne reflète l'image du monde et des êtres que pour découvrir leur vérité profonde » précise Roger Quilliot. Il y traite de situations à partir desquelles il met en perspective ses personnages, le vieux face à la mort, le jeune face à sa propre étrangeté, le pauvre face à son ennui, « autant de situations éternelles. »

## Poétique chez Camus
Noces représente le prototype de la poétique dans l'œuvre de Camus mais c'est aussi le cas de ses autres recueils de nouvelles, L'Été et L'Exil et le royaume, des textes qui exaltent « l'emportement d'aimer. » La poésie de Noces, très marquante dans Noces à Tipasa, est toute spontanée, comme un défi dans cet appel à la nature et l'exhalaison de la sensualité. Son univers sensuel exalte le contraste des couleurs, la puissance de la présence intime des éléments. « Le son feutré de la flûte à trois trous... des rumeurs venues du ciel... » (Le vent à Djemila)
La personnification des éléments, la mer « qui suce les premiers rochers avec un bruit de baiser » mène à une symbolisation, la mer révèle l'infini, la montagne la pureté. À Tipasa, « tout est munificence et profusion charnelle. » Comme Tipasa, l'Italie a aussi une grâce sensuelle et facile, des couleurs qui touchent Camus, « les lauriers roses et les soirs bleus de la côte ligurienne. » Il monte de cette Italie, à travers le pinceau sans concession de ses peintres, « de Cimabue à Francesca, une flamme noire », car ils ne sont pas dupes parmi toutes ces beautés de la pauvre condition humaine. Djemila aussi, malgré son soleil et ses ruines comme à Tipasa, mais elles ne pourront rien contre le vent omniprésent qui ronge la pierre, « tout à Djemila a le goût des cendres et nous rejette dans la contemplation. » C'est également le cas des crépuscules d'Alger, « la leçon de ces vies exaltées brûlées dès vingt ou trente ans, puis silencieusement minées par l'horreur et l'ennui. »

## Théâtre
Caligula
Déjà dans L'Envers et l'Endroit, les vieillards et même les jeunes sont des personnages tragiques. Albert Camus et le théâtre, c'est une histoire d'amour. De sa jeunesse avec le Théâtre de l'Équipe à Alger jusqu'à la fin avec le festival d'Angers et l'adaptation des Possédés, Albert Camus se sera donné au théâtre. Pour lui, tragédie signifiait symbole lui permettant d'exprimer ses pensées profondes et de leur conférer valeur universelle. Elle donnait aussi du corps, de l'épaisseur aux mythes qu'il voulait incarner. Les héros modernes tel Caligula ébranlent le sens commun parce qu'ils vont au bout de la logique, de leur raisonnement. La révolte absolue, c'est pour Caligula une façon de lutter contre la résignation qu'il voit autour de lui, « les hommes pleurent parce que les choses ne sont pas ce qu'elles devraient être. »
Caligula met le doigt là où ça fait mal[style à revoir], dénonce l'absurde par ses actions, ce trop-plein de vie qu'il brandit comme une arme. Il offre la liberté aux hommes mais les hommes n'en veulent pas, ils veulent continuer à obéir à leur empereur sans oser rêver d'une utopie, à vouloir décrocher la lune, sinon rien n'a d'importance. Chaque coup que porte Caligula révèle le caractère des hommes, son entourage qui voudrait le sauver de lui-même, Chéréa et son courage tranquille, Cæsonia et son amour désintéressé et Scipion si « pur dans le bien. » L'utilisation du chœur accentue la prise de conscience en médiatisant l'action, plaçant le spectateur sur scène, à l'intérieur du chœur, comme un élément du spectacle.
Par son suicide conscient, calculé, par le défi qu'il lance à ses semblables, Caligula les oblige à assumer leur destin et à dépasser leur condition. À l'extravagance de Caligula, à « son goût du difficile et du fatal, » Camus va opposer deux figures apaisées, contrepoints à sa geste désordonnée, son délire brouillon, Chéréa qui veut simplement « vivre et être heureux, » qui a le goût du bonheur dans une recherche d'équilibre entre le corps et l'esprit, et Scipion qui veut vivre dans le présent, consent à la pauvreté, représente le type de la mesure hellénique. Camus s'investit dans ces personnages, dans Cæsonia aussi, qui se sacrifie par amour, en ce sens plus forte que Caligula qui ne peut nier son amour, dans Scipion qui, par son sens de la mesure opposé à la démesure de Caligula, préfigure ce que sera L'Homme révolté et l'ombre portée de Némésis.
Le Malentendu
Cette pièce prend racine dans une scène de L'Étranger où Meursault, alors en prison, découvre entre la paillasse et la planche de son lit un bout de journal « jauni et transparent » qui relate un fait divers somme toute banal : L'assassinat par sa mère et sa sœur d'un homme qui revient chez lui incognito après une longue absence. Tel est le fil conducteur de la pièce. Meursault aura cette réflexion : « Je trouvais que le voyageur l'avait un peu mérité et qu'il ne faut jamais jouer. »
L'ambiance terne et tendue rappelle les souvenirs de son voyage à Prague, la Bohème froide et sans rivages représentait pour lui le symbole de l'exil. Les répétitions des occasions manquées confinent à l'absurde, une réaction, un mot même, aurait pu modifier le cours de cette histoire mais la mécanique s'est mise en marche dans toute sa logique. Pas de mélodrame ici, du genre 'l'auberge rouge', pas de facilité d'une trame narrative qui aurait pu ménager un certain 'suspens', donner plus d'ampleur à l'ensemble. Personnages sans vraie passion, ils sont le jouet du destin, des personnages œdipiens où tout s'enchaîne et plie devant l'inéluctable. Le silence, l'incompréhension qui avaient perdu Meursault, vont aussi les condamner. Les phrases courtes, le style discontinu rappellent aussi L'Étranger, traduisant des relations impossibles. Ces froids assassins qui opèrent sans états d'âme, agissent comme des bureaucrates de camps de concentration sans qu'on connaisse leurs motivations.
Ils sont sans passé, personnages transparents qui manquent un peu d'épaisseur, où l'on sent le mal-être de ces deux femmes, la mère et la fille, qui ont le sentiment d'être passées à côté de leur vie, une vie absurde et sans horizon que Martha rêve au soleil. Pièce des occasions manquées, c'en est aussi une pour Camus, très déçu par l'échec de sa pièce, qui en a banni tous les effets pour traiter de l'essentiel, donnant à ces femmes une lucidité trop lourde à porter, trop écrasées par leur condition pour que leurs dialogues soient vraiment crédibles.

## Dramaturgie chez Camus
Le recours au roman permet à Camus d'aborder différemment le tragique pour transformer un modeste employé de bureau en héros, en personnage tragique né du quotidien, contrairement au tragique de Caligula né du pouvoir absolu. Meursault, cet homme sans prénom, n'a aucun pouvoir, et n'en veut pas. Quand son patron lui propose une meilleure situation, il renâcle, à quoi bon quitter ce qu'il a pour un peu plus de confort, que désirer d'autre finalement que sa petite vie étriquée mais bien à lui. Il n'a aucun rêve d'amélioration, de grandeur, le tragique naît aussi de la réalité banale du quotidien qui bascule sans raison apparente dans le drame, car écrit Camus dans L'Homme révolté, « le roman fabrique du destin sur mesure. »
Faire témoigner les êtres, en faire des symboles et restituer à travers Meursault une expérience unique, tel est la dramaturgie de Camus. Déjà dans L'Envers et l'Endroit, pendant l'été à Alger les jeunes gens vivaient dans le présent, pour eux aussi « tout le royaume était de ce monde. » Derrière Meursault, se dessine la silhouette de la mère de Camus, une femme passive, « d'une présence trop naturelle pour être sentie ». Cette manière d'absence aussi est bien dans le caractère de Meursault, dans son comportement quotidien fait de mots simples, de désirs simples. Son amie Marie Cardona lui ressemble, fille simple et romantique qui se contente de peu, du peu qu'il lui donne; elle n'attendrait rien de bon d'une passion dévorante ou d'un amour exclusif. Son environnement est à son image, un quartier pauvre, un appartement étriqué et banal, qu'il ne pense même pas à s'approprier, à personnaliser, où se trouve « toute l'absurde simplicité du monde. » C'est la vie dans un quartier pauvre telle que Camus l'a vécue dans sa jeunesse, où le désir passe par le corps, où toute forme de culture est absente.
Camus s'est-il souvenu de L'Étranger, ce poème de Baudelaire qui finit ainsi : 
« Et qu'aimes-tu donc extraordinaire étranger ? 
J'aime les nuages -les nuages qui passent là-bas- les merveilleux nuages.»
Pour Meursault, c'est le soleil dominant, omniprésent, et des micro événements qui vont rythmer la monotonie d'une vie sans relief. Sartre ne dit pas autre chose dans La Nausée : « Quand on vit, il n'arrive rien, les décors changent, les gens entrent et sortent, voilà tout. » Il est comme Vincent, le copain algérois dont parle Camus dans Noces, qui vit ses désirs simplement, au quotidien. En fait, Meursault ne joue pas le jeu, il n'a ni initiative, ni ambition, se laisse porter par les hasards qui émaillent son existence, et ne jouera pas non plus le jeu devant ses juges. Il ne respecte pas les artifices sociaux du procès, reste sec et étranger au spectacle, sans remords apparent, sans contrition pour la victime; il ne se bat pas la coulpe pour se réconcilier avec la société et demander son indulgence. Sartre y a vu un côté 'conte voltairien' dénonçant l'arbitraire et la logique judiciaire, auxquels il faut ajouter cette ignominie, la peine de mort, cet homicide accompli de sang froid au nom de la société, que Camus a toujours dénoncé et combattu. Il participe aussi à cette mécanique sociale qui broie les plus faibles, ceux qui ne savent pas se défendre, "biaiser avec le système". C'est cet homme sans passé et sans avenir que le destin va rattraper.
Meursault va bien tenter de se révolter contre sa condition en déversant son désespoir sur l'aumônier mais à quoi bon. Lui aussi comme Caligula, meurt de ne pas avoir voulu jouer le jeu des hommes. Quelque part, ils sont frères et ne peuvent se rejoindre que dans la mort, en exemples Mais c'est aussi le chemin frayé à la lucidité, à la conscience. Camus lui-même écrit ce commentaire sur son roman : « Il s'agit d'une vérité encore négative, la vérité d'être et de sentir, mais sans laquelle nulle conquête sur soi et sur le monde ne sera jamais possible. »

## Mythe du salut

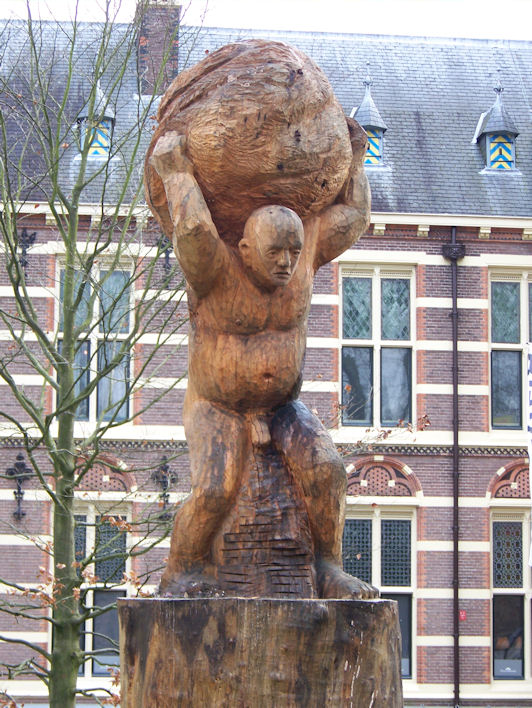
Statue de Sisyphe.

« Un roman, écrivait Camus en 1938, n'est jamais qu'une philosophie mise en images. » Le Mythe de Sisyphe serait ainsi la théorisation de L'Étranger et de sa vision du thème de l'absurde. Camus part de son expérience : le mal-être d'un voyageur perdu dans une ville étrangère, qui se sent en exil, comme lui-même a pu le vivre lors de son voyage à Prague. Une réaction aussi, une terrible lassitude face à la banalité de la tâche toujours recommencée, l'homme placé devant un problème existentiel et qui doit trouver malgré tout des raisons d'espérer car « il n'y a qu'un problème sérieux, c'est le suicide » déclare-t-il.
L'homme se définit d'abord par ses actes, ce qui concrétise sa volonté, non par ses intentions. Que peut-on savoir en effet de ses intentions, comment sonder le cœur de Meursault, interpréter ses silences -surtout lors du procès- et ne pas se méprendre sur ce qu'il ressent, sur ses sentiments intimes ? L'éveil de la conscience est aussi la découverte du caractère absurde d'une existence vouée à la mort. Si le progrès scientifique a connu un essor considérable, la condition de l'homme est restée de même nature, allant du servage au prolétariat; elle n'a guère évolué. L'absurde naît de l'absence de sens, « de la confrontation de cet irrationnel et de ce désir éperdu de clarté dont l'appel résonne au plus profond de l'homme. » Mais l'absurde n'est pas seulement un sentiment négatif, c'est un pas nécessaire, une conscience claire qui doit lui permettre de se dépasser, de sublimer sa condition.
« Il n'y a pas d'amour de vivre sans désespoir de vivre. » Ce paradoxe établit le lien entre L'Envers et l'Endroit et Le Mythe de Sisyphe, entre sentiment et rationnel, l'esprit balance dans ce va-et-vient où « l'absurde est la raison lucide qui découvre ses limites. »  Si a priori rien n'est interdit à l'homme dans un univers désormais privé de Dieu, il doit alors se forger une morale, rechercher ce qui lui est possible de réaliser, dans un effort constant, avec une volonté sans égale. Mais si le constat est amer et que la vraie connaissance lui est refusée, que l'espoir même est une chimère, il reste malgré tout à l'homme de vivre, de relever lucidement ses contradictions, « un style de vie où le refus équilibre l'acquiescement », vaincre sa peur et lutter contre les humiliations que les structures socio-économiques font subir à ceux qui souffrent le plus. Même dans un monde privé de sens, là se trouve la grandeur de l'homme.

## Du bon usage deLa Peste
Guerre et Peste

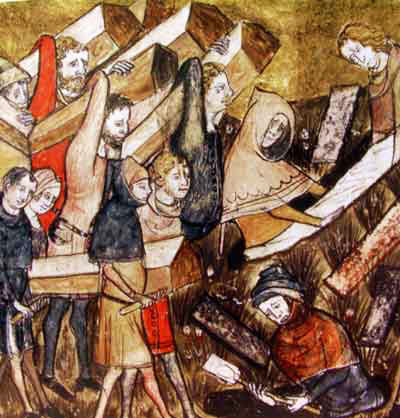
La Peste noire. "The Chronicles of Gilles Li Muisis" (1272-1352), abbot of the monastery of St. Martin of the Righteous. Bibliothèque royale de Belgique, MS 13076-77, f. 24v.

Pour Camus, La Peste est une chronique, l'évolution au jour le jour de la propagation de la maladie dans la ville d'Oran, une ville qu'il connaît bien pour y avoir vécu. Il n'y a plus comme dans L'Étranger une succession de moments dénués de sens mais un continuum, une histoire qui devient un destin. Ce destin va fondre sur Oran et ses habitants sous la forme d'un fléau légendaire de l'humanité : la peste. Cette maladie terriblement transmissible sépare les hommes, les rend méfiants, mais par la lutte collective qu'elle suscite, les rapproche aussi et Camus en décrit les manifestations avec une grande précision.
Ce fléau, c'est aussi cette peste brune qui ravage l'Europe comme au Moyen Âge avec son marché noir et la fumée noire des fours crématoires, un livre écrit-il, qui a « comme contenu évident la lutte de la résistance européenne contre le nazisme ». La peste représente aussi le mythe du Mal. Camus interroge : « Qu'est-ce que cela veut dire, la peste ? » et il répond « c'est la vie, voilà tout. » C'est une lutte continuelle contre le Mal car selon le docteur Rieux « le bacille de la peste ne meurt ni ne disparaît jamais. » et la révolte va naître du désespoir des hommes et de leur soif de vivre.
Les personnages se dessinent peu à peu tout au long du récit, ce sont des résistants, ceux qui engagent une lutte à mort contre le fléau, quelles que soient leurs motivations. Selon Roger Quilliot, ils seraient plutôt « un éclatement du personnage de l'Étranger » à travers la lucidité du docteur Rieux, la modestie de Grand, la recherche de pureté de Tarrou, la sensualité de Rambert. Même le père Paneloux finira par rejoindre les 'résistants' et apporter aide et compassion à son prochain. Tarrou, c'est ce jeune homme de L'Étranger qui compatit pour Meursault et rejette comme une monstruosité sa condamnation à mort. Il déteste se faire remarquer et parler pour ne rien dire; c'est 'un pur'. Il connaît le terrible défi « de faire le moins de mal possible et même parfois un peu de bien. »
Le docteur Rieux semble un roc, étranger au découragement, un costaud capable de porter la lutte à bout de bras et se confond avec elle. Pourtant, il n'apparaît guère en pleine lumière. Meursault parlait à la première personne, étranger à lui-même. Rieux, pour engagé qu'il soit, s'exprime à la troisième personne, effacé, en retrait dans le récit. Camus lui-même confirme ce décalage calculé : « La Peste est une confession, et tout y est calculé pour que cette confession soit d'autant plus entière que la forme y est plus indirecte ». Ce sont des hommes de bonne volonté qui pensent « qu'il n'est pas nécessaire d'espérer pour entreprendre, ni de réussir pour persévérer, » qui lutte aussi contre les complices du fléau, ces corps constitués qui subissent, sans véritablement engager le combat.
Finalement, le docteur Rieux pense qu'il est juste « que de temps en temps au moins la joie vînt récompenser ceux qui se suffisent de l'homme et de son pauvre et terrible amour. »
L'État de siègede l'apocalypse au martyre

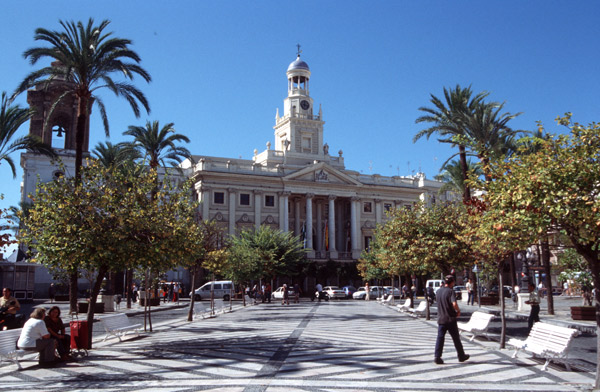
Cadix où se situe la pièce.

Cette pièce, création effectuée avec Jean-Louis Barrault, a reçu à sa sortie un accueil mitigé. On attendait plutôt une adaptation de La Peste mais Camus avait en tête un autre projet : créer un 'spectacle' au sens médiéval du terme, dans la veine des 'autos sacramentales' espagnoles. Dans une interview, Jean-Louis Barrault donne le ton : « Il s'agit... d'un spectacle dont l'ambition est de mêler toutes les formes d'expression dramatique depuis le monologue lyrique jusqu'au théâtre collectif, en passant par le jeu muet, le simple dialogue, la farce et le chœur. » 
Apocalypse à Cadix : chacun vit dans la ferveur de l'été, à l'ombre des hauts murs de la cité, insouciant au mal mystérieux qui menace. La peur qui s'insinue et s'entend est symbolisée par le mime et les effets sonores. Le merveilleux s'estompe derrière le « squelette allégorique » de La Peste. Le tragique de cette Peste qui s'abat sur la ville et broie les hommes, devrait s'appuyer sur la cruauté implacable du dictateur mais Camus n'est pas un homme de haine et finalement, on en reste aux symboles.
Pour lutter contre la peste, il faut d'abord vaincre la peur, alors seulement la contre attaque sera possible. Cadix n'est pas Oran, Rieux, Tarrou et les autres se sont dispersés, seul Diégo va se sacrifier. L'État de siège conclut Roger Quilliot, « est donc un appel à la résistance sous toutes ses formes » : contre l'égoïsme, la violence et tyrannie franquiste. En contrepoint, Camus a placé, à travers les personnages de Diégo et de Victoria, le symbole de l'amour qui s'oppose à la violence de La Peste, un peu comme dans Le Malentendu, le contraste du couple Jan et Maria, symbole qui représente à la fois « la nécessité, la force et l'espoir. »
Les Justes

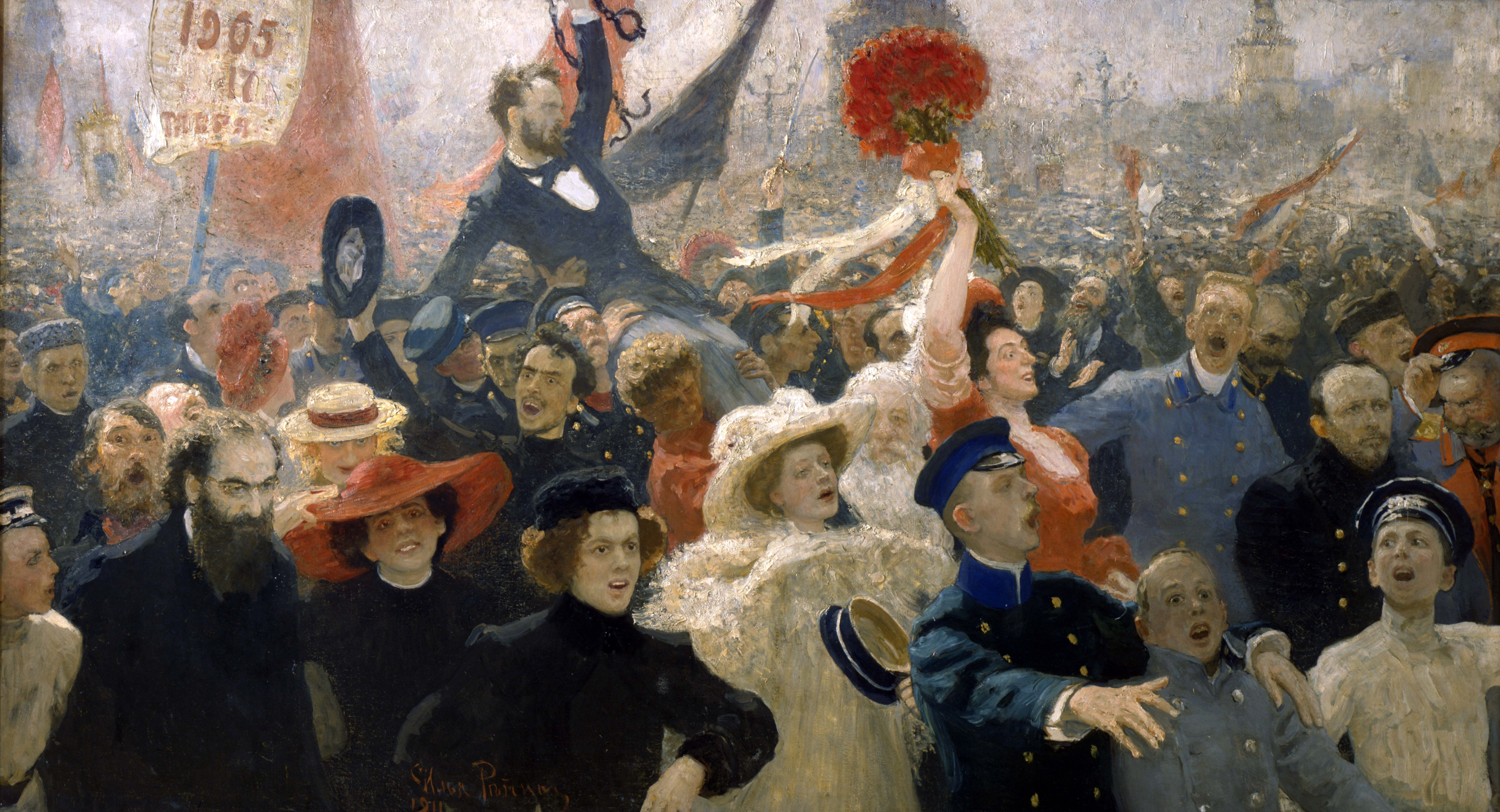
Saint-Petersbourg en 1905.

Dans cette pièce, écrit Roger Quilliot, Diégo se fait terroriste dans la Sainte Russie livrée à la peste tsariste. En janvier 1948, un article de La Table ronde  évoque le parcours de ces terroristes russes que Camus reprendra dans un chapitre de L'Homme révolté. Le 2 février 1905, Kaliayev refusa de lancer sa bombe sur le grand-duc Serge pour épargner la vie de ses neveux qui étaient dans le carrosse et monta à l'échafaud sans avoir rien tenté pour sauver sa vie. La question centrale est aussi celle des Mains sales : un révolutionnaire peut-il recourir au meurtre ? Pourtant, rien ne prédisposait ces jeunes gens issus de milieux assez aisés au recours à la violence pour réaliser leurs idées. Yanek Kaliayev est « un peu fou, trop spontané, » Dora une jolie fille simple qui regrette le temps de l'innocence. Stepan est le seul qui soit habité par le meurtre et qui s'oppose à Kaliayev.
Deux conceptions du révolutionnaire s'affrontent ici. Stepan se propose de traiter le mal par un remède drastique, le meurtre, sans faiblir. Kaliayev quant à lui refuse de choisir entre la violence et la vie, un de ceux que Camus appelle dans L'Homme révolté, « les meurtriers délicats. » Mettre ses scrupules, la mort entre parenthèses, au  nom de l'efficacité ne suffit pas à redonner une certitude. Seul le sacrifice de leur vie, ce don suprême, ce martyre peut réussir à équilibrer le meurtre.
La dimension humaine revient pourtant sous la forme du chagrin, de la souffrance de la Grande-duchesse et de la pitié, ce recours en grâce qu'agite le policier Skouratov sous le nez de Kaliayev. Elle domine aussi la scène d'amour entre Yanek et Dora qui, oubliant dans un mouvement d'abandon leur rêve de pureté et l'action révolutionnaire, se retrouvent, dans un sursaut de bonheur et de tendresse. Mais chacun d'eux « porte sa vie à bout de bras » dans un profond déchirement et « cet absurde... les porte au martyre avec une joie amère. » Les Justes, c'est l'histoire d'un groupe de jeunes gens épris de pureté, que révolte le cynisme de leur époque et qui pourraient provoquer la prise de conscience nécessaire pour « réintégrer la morale dans l'histoire. »

## Du bon usage des maladies

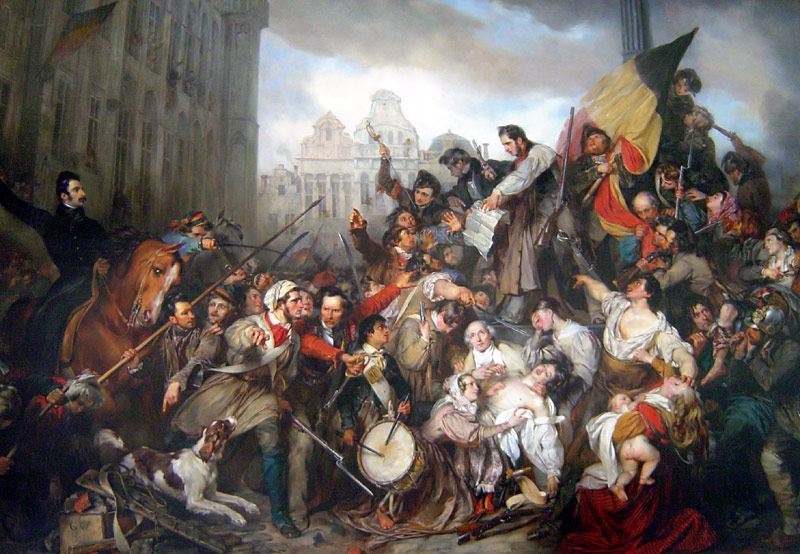
Révolte et révolution.

Un ouvrage comme L'Homme révolté ne peut pas susciter de tels remous, telles polémiques s'il ne constitue pas un manifeste politique. L'Homme révolté se penche sur la révolution et ses modes de fonctionnement, mais c'est aussi pour Camus l'occasion de mettre de la cohérence dans ses pensées, après tous les événements qu'il a traversés. Camus a voulu cet essai comme un prolongement au Mythe de Sisyphe, une révolte existentielle contre l'absurde, et une réflexion sur les dérives sanguinaires des révolutions.
Pour Albert Camus, la nature humaine est faite d'une prise de conscience génératrice de révolte et du constat des limites humaines. Elle n'est pas ontologique, 'essence par définition', mais permanence dans cette contradiction et débouche sur la solidarité entre tous car écrit Camus « je me révolte donc nous sommes. » Cette permanence de la révolte prend sa source dans l'écart entre théorie et pratique de la liberté, « mystification de la bourgeoisie » qui la confisque à son profit. De toute façon, la liberté absolue aboutit à l'ordre absolu. De cette évolution est né en particulier le nihilisme et « il s'agit de savoir si l'innocence, du moment où elle agit, ne peur s'empêcher de tuer. » Pour camus, c'est une espèce de maladie qu'il faut diagnostiquer et traiter et il s'emploie d'abord à recenser depuis 1789 les différents types de révolte. La question centrale est de savoir si la révolte au XXe siècle est consubstantielle à la privation de liberté et au terrorisme.
Une certaine vision de l'absurde dominait le surhomme nietzschéen ou la démarche surréaliste mais elle a ensuite été déformée, réinterprétée par les tenants de la tyrannie. La Révolution française qui a chassé le divin, « substitue à la grâce les décrets d'une justice absolue », la loi devient le bien absolu et doit être impérativement obéie. La volonté de perfection mène obligatoirement à la terreur. À cette révolution jacobine qui voulait fonder l'unité, « succèderont les révolutions cyniques, qu'elles soient de droite ou de gauche », constate Camus, de façon très amère. C'est pourquoi la révolution communiste aboutit à ce que Roger Quilliot nomme « une théocratie athée » qui est un impérialisme et le marxisme « est une doctrine de culpabilité quant à l'homme, d'innocence quant à l'histoire. »
Selon Camus, il y  toujours des libertés à conquérir  qui vont de pair avec la lutte contre l'injustice. L'homme révolté doit ainsi parvenir à se libérer sans violence, rester vigilant pour dénoncer les abus et contraindre le pouvoir en place. Cette action mesurée faite dans le respect de l'homme, il la résume par cette formule la pensée méditerranéenne qui lui fut beaucoup reprochée.
L’absurde est toujours là, rien n’est cohérent, mais rationnel et irrationnel s’équilibrent, rien ne  nous est donné mais tout demeure possible… Camus est de ces hommes pourvus d’une grande sagesse, de ceux qui « refuseraient éternellement l’injustice sans cesser de saluer la nature de l’homme et la beauté du monde. »